# Rodeo (Travis Scott-album)
Rodeo er det første studiealbum af den amerikanske rapper Travis Scott. Det blev udgivet 4. september 2015 af Epic Records og Grand Hustle Records. Albummet indeholder gæsteoptrædener fra 2 Chainz, juicy j, kacy hill, The Weeknd, swae lee, chief keef, Kanye West, Justin Bieber, Toung Thug, Toro Y Moi og Schoolboy Q, mens albummet blev produceret af Travis Scott, Allen Ritter, Mike Dean, Metro Boomin, Frank Dukes, Sonny Digital og WondaGurl med flere.